# Sen no Rikyū
Sen no Rikyū (japonès: 千利休)  (Sakai, 1522 - Kyoto, 21 d'abril de 1591), també conegut simplement com a Rikyū, és considerada la figura històrica més influent sobre el chanoyu, el "camí del te" japonès, particularment la tradició del wabi-cha. També va ser el primer a establir diversos aspectes clau de la cerimònia, com ara la senzillesa rústica, la immediatesa del plantejament i l'honradesa de si mateix. Aquests aspectes de la cerimònia del te persisteixen tot i ser originaris del període Sengoku i del període Azuchi-Momoyama. Rikyū és conegut per molts noms; per motius de coherència, es aquest article se li farà referència només com a Rikyū.
Hi ha tres iemoto (sōke), o "cases principals" de la Manera japonesa del Te, que descendeixen directament de Rikyū: Omotesenke, Urasenke, i Mushakōjisenke. Totes tres són dedicades a mantenir i promoure els ensenyaments del seu fundador familiar mutu, Rikyū.

## Biografia
Rikyū Va néixer a Sakai, avui dia dins de la Prefectura d'Osaka. El seu pare era un propietari de magatzem anomenat Tanaka Yohei (田中与兵衛), qui més tard també va usar el nom familiar Sen, i la seva mare era Gesshin Myōchin (月岑妙珎). El seu nom d'infantesa era Yoshiro.
Com a home jove, Rikyū va estudiar la cerimònia del te amb un ciutadà de Sakai anomenat Kitamuki Dōchin (1504–62), i als dinou anys, a través de la introducció de Dōchin, va començar a estudiar te amb Takeno Jōō, qui també s'associa amb el desenvolupament de l'estètica wabi a la cerimònia del te. Es creu que va rebr el nom budista Sōeki (宗易) del sacerdot Rinzai de zen Dairin Sōtō (1480–1568) del temple Nanshūji a Sakai. Es va casar al voltant dels vint-i-un anys amb una dona coneguda com a Hōshin El meuōju (m. 1577). Rikyū també va tenir formació zen al temple Daitoku-ji a Kyoto. No se sap gaire dels seus anys intermedis.

## Anys tardans
El 1579, a l'edat de 58 anys, Rikyū va esdevenir mestre de te per al dàimio Oda Nobunaga i, després de la mort de Nobunaga el 1582, va esdevenir mestre de te per al seu successor Toyotomi Hideyoshi. La seva relació amb Hideyoshi de seguida es va intensificar i va entrar al seu cercle de confidents, esdevenint la figura més influent en el món del chanoyu (cerimònia del te). El 1585, en necessitar credencials extraordinàries per a poder entrar al Palau Imperial i ajudar a una reunió de te que oferia Hideyoshi per a l'Emperador Ōgimachi, l'emperador li va donar el nom oficial budista "Rikyū Koji" (利休居士). Un altre important esdeveniment de cerimònia del te de Hideyoshi en el que Rikyū va tenir un paper central va ser la Gran Cerimònia del Te de Kitano, oferta per Hideyoshi al temple Kitano Tenman-gū el1587.

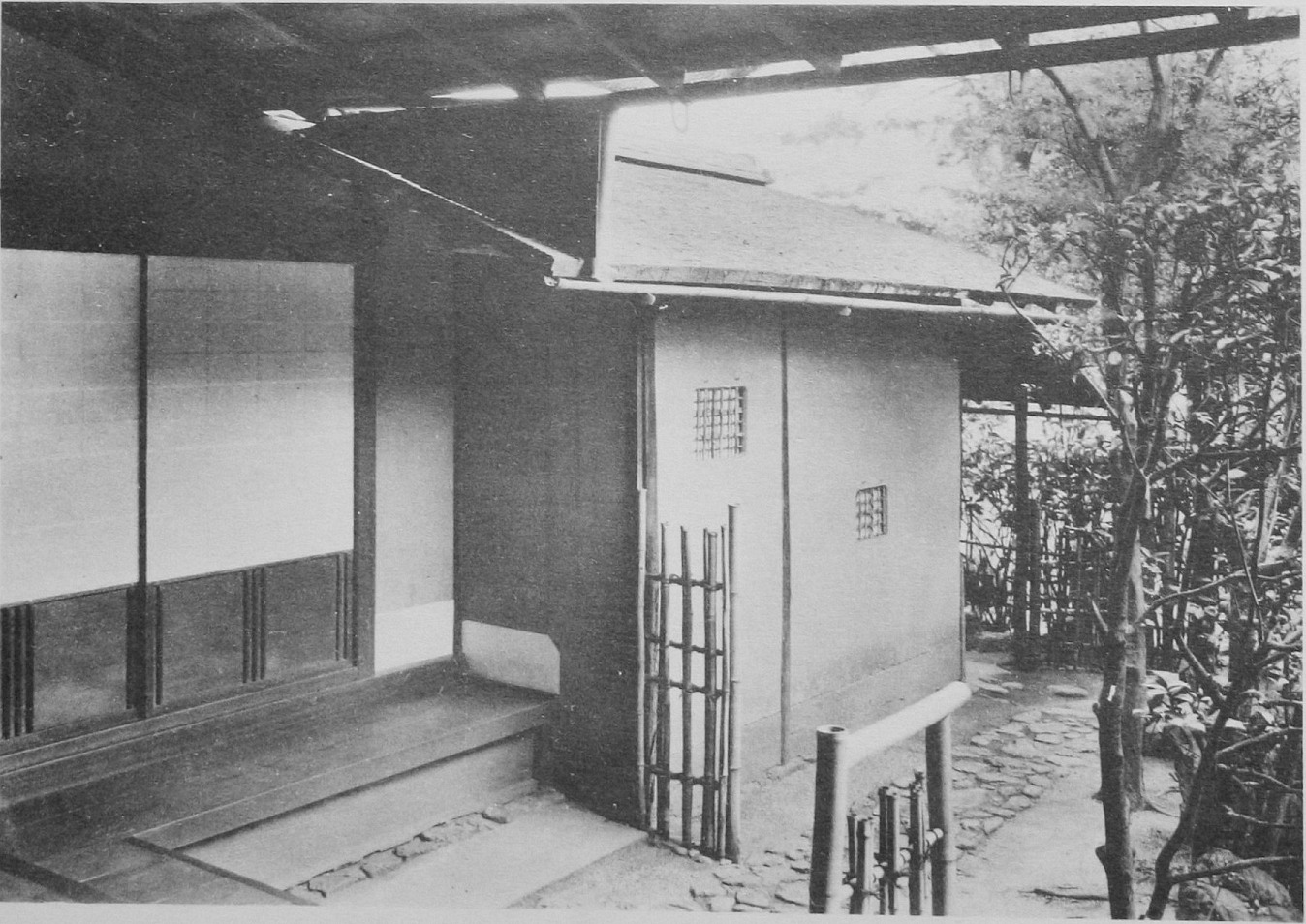
El seu chashitsu Tai-an al Myōki-an, Kyoto

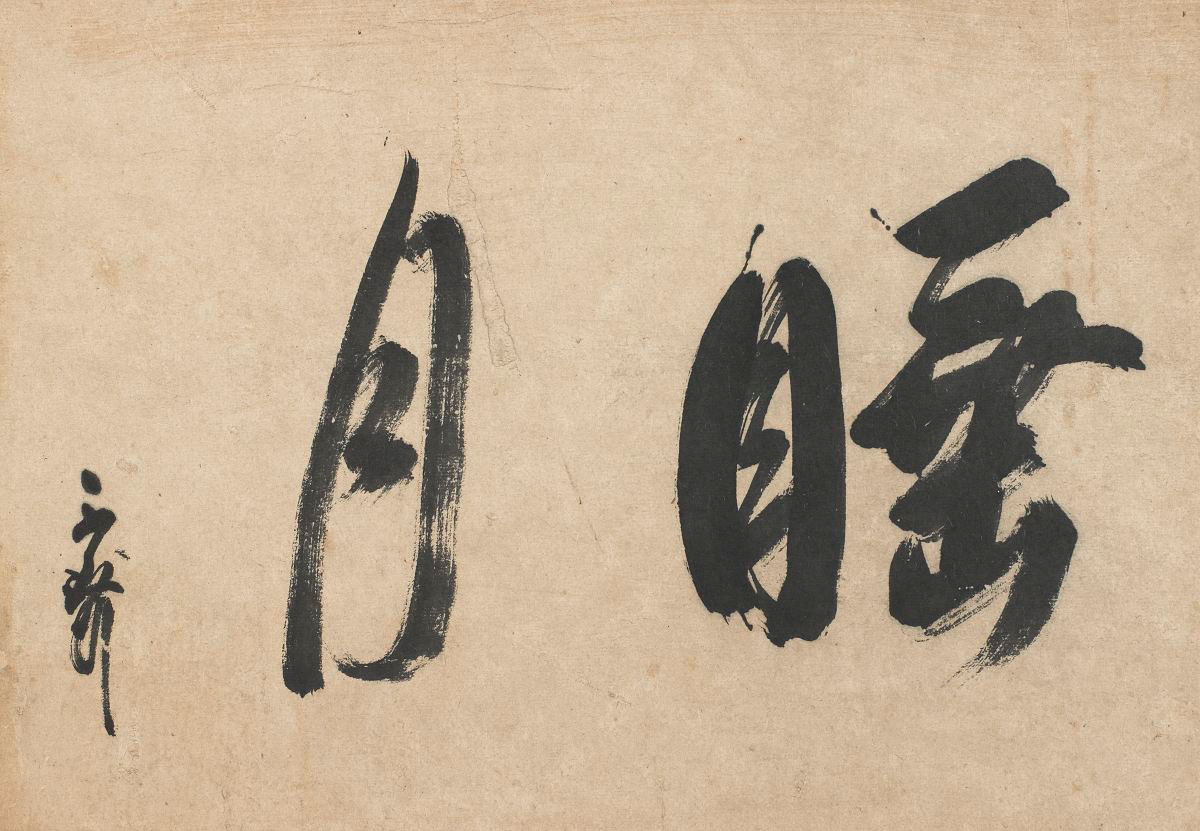
Suigetsu (Intoxicat per la Lluna) cal·ligrafia sobre paper per a una cerimònia de te per Sen no Rikyū, c. 1575

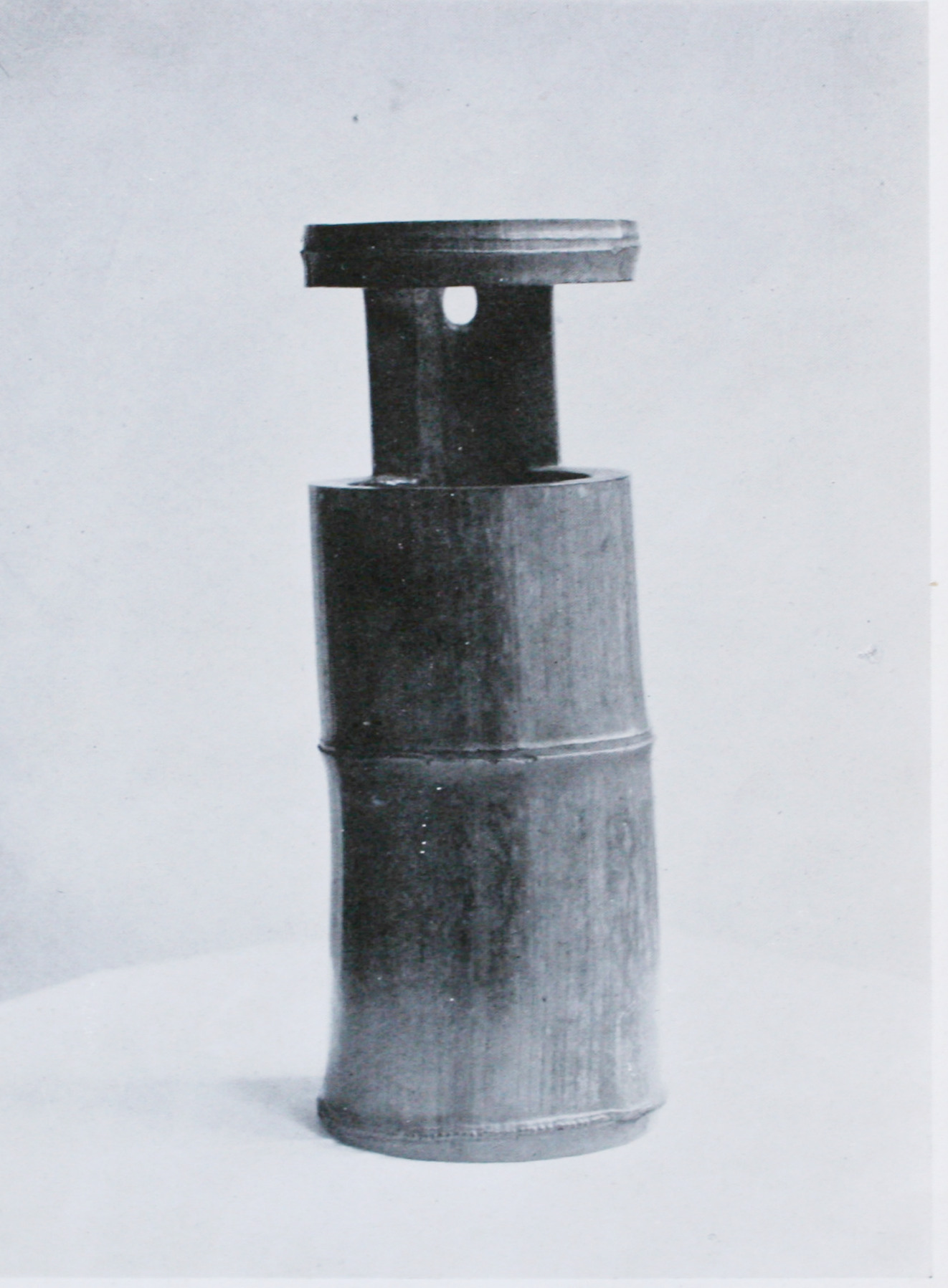
Gerro de flors Onkyoku, fet per Sen no Rikyū, segle XVI

Va ser durant els seus anys més tardans que Rikyū va començar a fer servir cases de te molt petites i rústegues, anomenades sō-an ("ermita d'herba"). Per exemple, la casa de te de doble tatami (de mida aprox. 1,8 x 1,8 metres) anomenada Tai-an, que es pot veure avui al temple Myōki-an a Yamazaki, un suburbi de Kyoto, i que està confirmat que és un disseny de Rikyū. Aquesta sala de te ha estat designada com a Tresor Nacional. També va desenvolupar molts elements per a la cerimònia de te, inclosos tasses, gerros de flor, culleres, i reposa tapes de bambú, així com també objectes diaris utilitzats per a la cerimònia de te, sovint en formes, textures, materials i colors novedosos i que han influït la història de la cerimònia del te i l'estètica japonesa des d'aleshores.
Les tasses de te Raku van originar-se a través de la seva col·laboració amb un rajolaire anomenat Raku Chōjirō. Rikyū tenia preferència pels elements senzills, rústecs fets al Japó, més que no pas els elements cars i luxosos xinesos que llavors estaven de moda. Tot i que no va ser l'inventor de la filosofia wabi-sabi, la qual troba bellesa en la senzillesa, Rikyū va ser qui més la va popularitzar, desenvolupar, i incorporar a la cerimònia del te. Va crear una nova forma que utilitza instruments i entorn molt senzills. Això i les seves altres creences i ensenyaments van ser conegudes com a sōan-cha ("El chanoyu de l'ermita d'herba"), o més generalment, wabi-cha. Aquesta línia de chanoyu que els seus descendents i seguidors van continuar va ser reconeguda com el Senke-ryū (千家流, "Escola de la Casa de Sen").
Escriptor i poeta, el mestre de te es va referir a la ceràmica i la seva relació amb la cerimònia de te, tot dient: "Encara que eixugueu les vostres mans i raspalleu la pols i brutícia dels recipients, quin és l'ús de tot aquest daltabaix si el cor és encara impur?"
Dos dels seus deixebles primers van ser Nanbō Sōkei (南坊宗啓; dates desconegudes), un sacerdot de zen una mica llegendari; i Yamanoue Sōji (1544–90), un ciutadà de Sakai. Un altre era Furuta Oribe (1544-1615), qui va esdevenir un mestre de te celebrat després de la mort de Rikyū. Nanbō és reconegut com l'autor original del Nanpō roku, un recull dels ensenyaments de Rikyū. Hi ha, tanmateix, algun debat sobre si Nanbō fins i tot ha existit mai, i alguns estudiosos teoritzen que les seves escriptures van ser fetes de fet pel samurai intel·lectual Tachibana Jitsuzan (1655-1708), qui va reclamar haver fet la troballa d'aquests texts i que els va transcriure. La crònica de Yamanoue, Yamanoue Sōji ki (山上宗二記), comenta els ensenyaments de Rikyū i l'estat del chanoyu al temps de la seva escriptura.
Rikyū va tenir diversos fills, inclòs un fill conegut a la història com a Sen Dōan, i la filla coneguda com Okame. Aquesta filla va ser la dona del fill d'un matrimoni anterior de la segona muller de Rikyū, conegut a la història com Sen Shōan. A causa de moltes circumstàncies complexes, Sen Shōan, i no pas l'hereu legítim de Rikyū, Dōun, va ser la persona comptada com a segona generació a la tradició de la família Sen de chanoyu (la "san-Senke").
Rikyū també va escriure poesia, i va practicar la cal·ligrafia i l'ikebana.
Es diu que un dels seus jardins favorits era el del temple Chishaku-in a Kyoto.

## Mort
Tot i que Rikyū va ser un dels confidents de Hideyoshi més propers, a causa de diferències crucials d'opinió i perquè era massa independent, Hideyoshi li va ordenar de cometre suïcidi ritual. Un any abans, després del Setge d'Odawara (1590), el seu famós deixeble Yamanoue Sōji va ser torturat i decapitat per ordre de Hideyoshi. Mentre que la raó de Hideyoshi per ordenar el suïcidi de Rikyū no es podrà saber mai del cert, se sap que Rikyū va cometre seppuku a la seva residència dins de la vil·la de Hideyoshi Jurakudai a Kyoto el1591 en el 28è dia del 2n mes (del calendari lunar japonès tradicional; o 21 d'abril segons el calendari Gregorià modern), a l'edat de setanta anys.
Segons Okakura Kakuzō a El Llibre del Te, l'últim acte de Rikyū va ser realitzar una cerimònia de te exquisida. Després de servir tots els seus convidats, va presentar cada peça de l'atuell del te per la seva inspecció, juntament amb un exquisit kakemono, el qual Okakura descriu com "una escriptura meravellosa per un monjo antic que tractava de l'evanescència de totes les coses". Rikyū va regalar a cadascú dels seus convidats amb una peça de l'atuell com a record, a excepció del bol, el qual va destrossar, mentre deia les paraules: "Mai un altre cop aquesta copa, contaminada pels llavis de la desgràcia, ha de ser utilitzada per ningú." Els convidats van marxar en acabat, i un es va quedar per servir de testimoni de la mort de Rikyū. Les seves últimes paraules, escrites com a poema de mort, eren adreçades a la daga amb què es va prendre la seva pròpia vida:
| « | Benvingut a tu, O espasa de l'eternitat! A través de Buda I a través de Daruma per igual Heu escorregut el vostre camí. | » |

Quan Hideyoshi construïa la seva luxosa residència a Fushimi l'any següent, va remarcar que desitjava que la seva construcció i decoració complaguéssin a Rikyū. Hideyoshi era conegut pel seu mal temperament, i es diu que va expressar remordiments pel seu maltractament a Rikyū.
La tomba de Rikyū és situada al temple Jukōin dins del conjunt de Daitoku-ji a Kyoto. El seu nom budista pòstum és Fushin'an Rikyū Sōeki Koji.
Memorials per Rikyū s'observen anualment a moltes escoles de cerimònia de te japonès. El memorial anual de l'escola té Omotesenke té lloc a la seu de la família cada any el 27 de març, i el de l'escola Urasenke té lloc a la seu de la família cada any el 28 de març. Les tres famílies Sen (Omotesenke, Urasenke, Mushakōjisenke) fan torns per oferir un servei commemoratiu el 28è dia de cada mes, al seu temple familiar mutu, el temple subsidiari Jukōin al conjunt de Daitoku-ji.

## A la cultura popular
Rikyu (利休 Rikyū, 1989) és una pel·lícula de Hiroshi Teshigahara sobre el mestre. El focus de la pel·lícula són les etapes tardanes de vida de Rikyū, durant el molt turbulent període Sengoku del Japó feudal. La pel·lícula va guanyar diversos premis.
Sen no Rikyu: Honkakubô ibun(千利休 本覺坊遺文, Mort d'un Mestre de Te, també coneguda com a Sen noRikyū: Les Escriptures d'Estudiant de Honkakubo) és una pel·lícula biogràfica del 1989 dirigida per Kei Kumai amb Toshiro Mifune com el personatge principal. Es basa en els esdeveniments que envolten el seu suïcidi ritual. Va entrar al concurs principal del 43a Festival de Venècia de cinema Internacional, en el qual va guanyar el Lleó de Plata.
Hyouge Mono (へうげもの Hyōge Mono, "Amic divertit") és un manga japonès escrit i il·lustrat per Yoshihiro Yamada. Va ser adaptat a una sèrie d'anime el 2011, i és una representació fictícia de la vida de Sen no Rikyū.
Ask This of Rikyu (利休にたずねよ, Rikyū ni tazuneyo) és una pel·lícula feta el 2013 per Mitsutoshi Tanaka, amb l'actor de kabuki Ichikawa Ebizō XI, Rei Dan, Akira Emoto, i Seiji Fukushi. Es basa en la novel·la homònima de Kenichi Yamamoto.
Sen no Rikyū és un dels personatges principals dins Flor i Espasa (花戦さ Hana Ikusa), una pel·lícula tragicòmica del 2017 dirigida per Tetsuo Shinohara. El paper de Rikyū és representat per l'actor Kōichi Satō.